# Gemma di Vergy

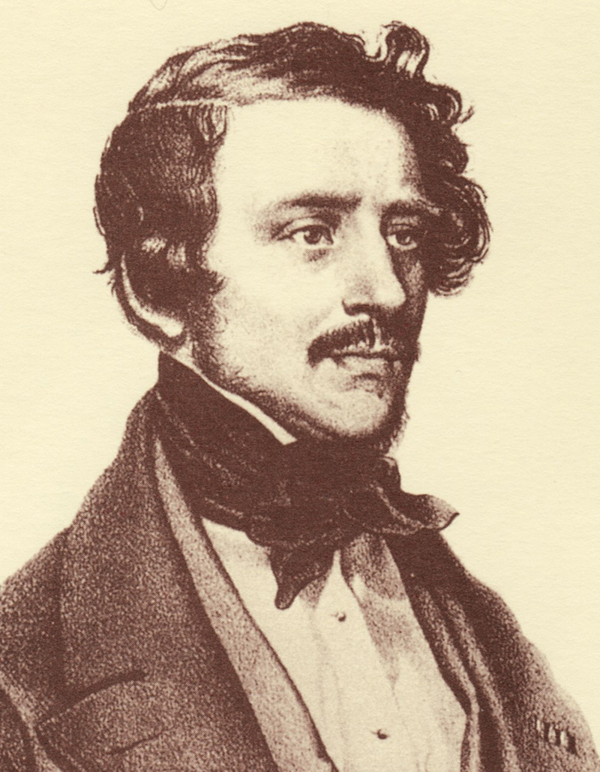
Gaetano Donizetti.

Gemma di Vergy är en italiensk opera i två akter med musik av Gaetano Donizetti och libretto av Giovanni Emanuele Bidéra efter pjäsen Charles VII chez les grands vassaux av Alexandre Dumas den äldre (1831).

## Historia
Operan hade premiär den 26 december 1834 på La Scala i Milano. Gemma di Vergy åtnjöt en period av stor popularitet i de tidiga åren och försvann sedan gradvis från repertoaren. Under 1900-talet återfick den sin status när sopranen Montserrat Caballé tog upp den krävande hjältinnerollen 1975.

## Personer
- Earlen av Vergy (baryton)
- Gemma, hans hustru (sopran)
- Ida di Greville (mezzosopran)
- Tamas, en slav (tenor)
- Guido (bas)
- Rolando (bas)
- Riddare, soldater, brudtärnor (kör)

## Handling
Gemma upptäcker att hennes make earlen av Vergy har annullerat deras äktenskap på grund av barnlöshet och att han ämnar gifta om sig med Ida di Greville. Förkrossad av nyheten beslutar sig Gemma för att hämnas och beordrar slaven Tamas att döda hennes make. Tamas är hemligt förälskad i Gemma och åtar sig uppdraget. Mitt under bröllopet sticker Tamas ned inte bara earlen utan även sig själv. När Gemma får höra detta inser hon hur mycket hon älskade sin make och kan inte göra annat än invänta döden.